# 古賀春江
古賀 春江（こが はるえ、1895年6月18日 - 1933年9月10日）は大正から昭和初期に活躍した日本の男性洋画家である。日本の初期のシュルレアリスムの代表的な画家として知られる。本名は亀雄(よしお)。後に僧籍に入り「古賀良昌（りょうしょう）」と改名した。「春江」は通称である。

## 生涯

### 幼少期から絵を志すまで
1895年6月18日、福岡県久留米市の善福寺の住職(古賀正順)の長男として生まれた。善福寺は江戸時代初期からの歴史を持つ浄土宗の寺である。
古賀春江は、父・正順が53歳、母・イシが43歳の時の子供でただ一人の男子だった
(古賀春江が生まれる前に3人の女の子をもうけたが、2人は早世した)。
松田実(後述)によると、そのために両親や姉の溺愛を受けて育ったという。
また、小さいときから病弱で神経質な子供だったともいう。
後に妻になる岡好江が残したメモにも、古賀は生来病弱で、子供のときから外に出ることを嫌い、
毎日読書や絵を描いて暮らしたこと、規則に縛られることを嫌い、孤独を愛したことなどが記されている
。
1902年(明治35年)4月に久留米日吉尋常小学校に入学、1906年(明治39年)3月小学校を卒業し、
4月には久留米高等小学校へ入学、1910年(明治43年)同高等小学校を卒業、同年4月に中学明善校へ入学、
この頃から久留米市の洋画家松田実(諦晶)に絵を習い始めた。
1912年(明治45年)、中学3年の時に、両親の反対を押し切って退学、洋画研究のために上京し太平洋画会研究所に通った。
翌1913年(大正2年)には、日本水彩画会研究所へ入って石井柏亭に師事した。
この年、当時雑司が谷に住んでいた坂本繁二郎を訪問した。
1914年(大正3年)、同居していた友人の藤田謙一が自殺したことに衝撃を受けて精神が不安定になった。このため、心配した父親が古賀を帰郷させた。
帰郷中も精神不安定な状態で、家を抜け出し阿蘇山で投身自殺をおこしかけ、
地元の人に止められたと言われている。
翌1915年(大正4年)1月に長崎に遊んだ後、2月に僧籍に入り、良昌と改名、春江を呼び名とした。3月には再び長崎に戻った。
長崎滞在中に、父の従弟の娘と恋愛関係になった。
2人は熊本の山鹿温泉に逃避行したが、まだ女学生だったため追いかけられて
つかまり、2人は引き離されてしまった。
その後、久留米に戻ってきている間に、岡好江と恋愛関係になった。
岡好江は久留米ではよく知られた文学好きの女性で、
古賀より4か月ほど年上だった。
勝気で姉さん女房型の女性だったと言われている。
岡は当時、結婚に失敗して久留米に戻ってきていた。
双方の親達は結婚に反対したが、結局、善福寺を継ぐことを条件に許された。後年好江は、古賀の女性問題や家計のやりくりで苦労させられた。
好江なくして古賀の画家としての大成はなかったと評する人もいる。
この年の冬に再度上京した。
翌年の1916年(大正5年)7月に父親を亡くし、
父の後を継ぐために宗教大学(後の大正大学)の聴講生になり、
学業の傍ら絵の制作に励んだ。同年には日本水彩画会員に推された。

### 画業へ専心

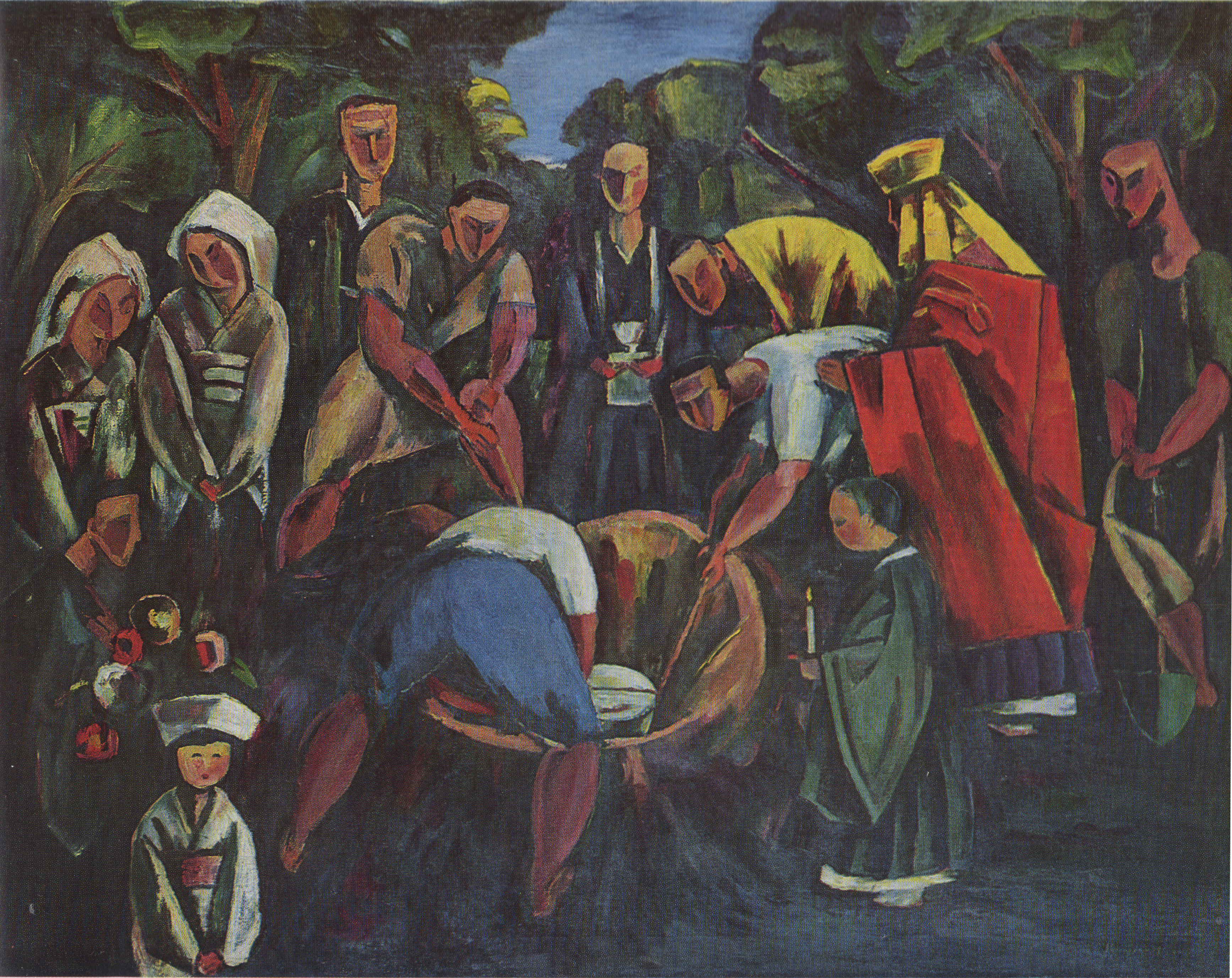
『埋葬』(1922年、総本山知恩院蔵)

1916年11月に岡好江と結婚し(結婚式をあげたのはもう少し先のことである)、引き続き宗教大学に通った。
翌1917年(大正6年)、太平洋画会展に「梧桐」(水彩)が入選した。
しかし、この年の9月に肋膜炎を患い神田長谷川病院に入院、11月に全快したものの、保養のために帰郷する車中でインフルエンザにかかり急性肺炎をおこし入院、一時危篤状態になった。
これが原因で大学を休学、翌1918年(大正7年)には宗教大学を退学し画業に専念する決心をした。この頃から油彩画に手を付け始めた。
一方、宗教大学に通っていた間は親からの仕送りがあったが、退学して家を継ぐことを放棄してしまったため、それも
滞りがちになった。以降、家計の問題は好江の一手にかかるようになった。
水彩画展や光風会展に出品し、1919年(大正8年)の秋、二科展に「鳥小屋」が初入選した。
翌1920年(大正9年)1月5日、古賀は岡好江と久留米で結婚式をあげたが、
9月に体を悪くし、再度帰郷した。
この後、1924年4月に上京するまではほとんど久留米と福岡にいた。
1921年(大正10年)1月、妻の好江が女の子を産んだが死産だった。
このことがきっかけとなって、「埋葬」
に着手した。
水彩画のほうの「埋葬」は1922年(大正11年)春に完成、同年5月の来目展に「観音」と共に出品された。
1922年(大正11年)油彩画の「埋葬」(油彩・キャンヴァス、総本山知恩院蔵・京都国立近代美術館寄託)と「二階より」を二科展に出品し共に入選、「埋葬」は二科賞を受賞した。
「埋葬」と「二階より」は翌1923年(大正12年)にパリのサロン・ドートンヌで開催された二科展でも、
日本部の出品作品に選ばれている。
一方、神原泰、中川紀元、矢部友衛ら二科出身の画家13人で「アクション」を結成した。(この後「アクション」は1924年(大正13年)10月3日に解散する。)
1924年8月と10月に信州に旅行した際、当地の女性と親しくなり、
この女性が上京してきたので下谷に家を借りて同棲を始めた。
しかし、1925年(大正14年)に女性が病死したことで関係は終わった。
1924年から1925年にかけての古賀は、アンドレ・ロートからの影響を受けた作品(「魚市場」「肩掛けの女」など)を描いた。
この頃、日本の一部の画家の間でロートの様式が流行し、古賀もその中の一人だった。
石井柏亭によると、
という。

### クレーから超現実主義へ

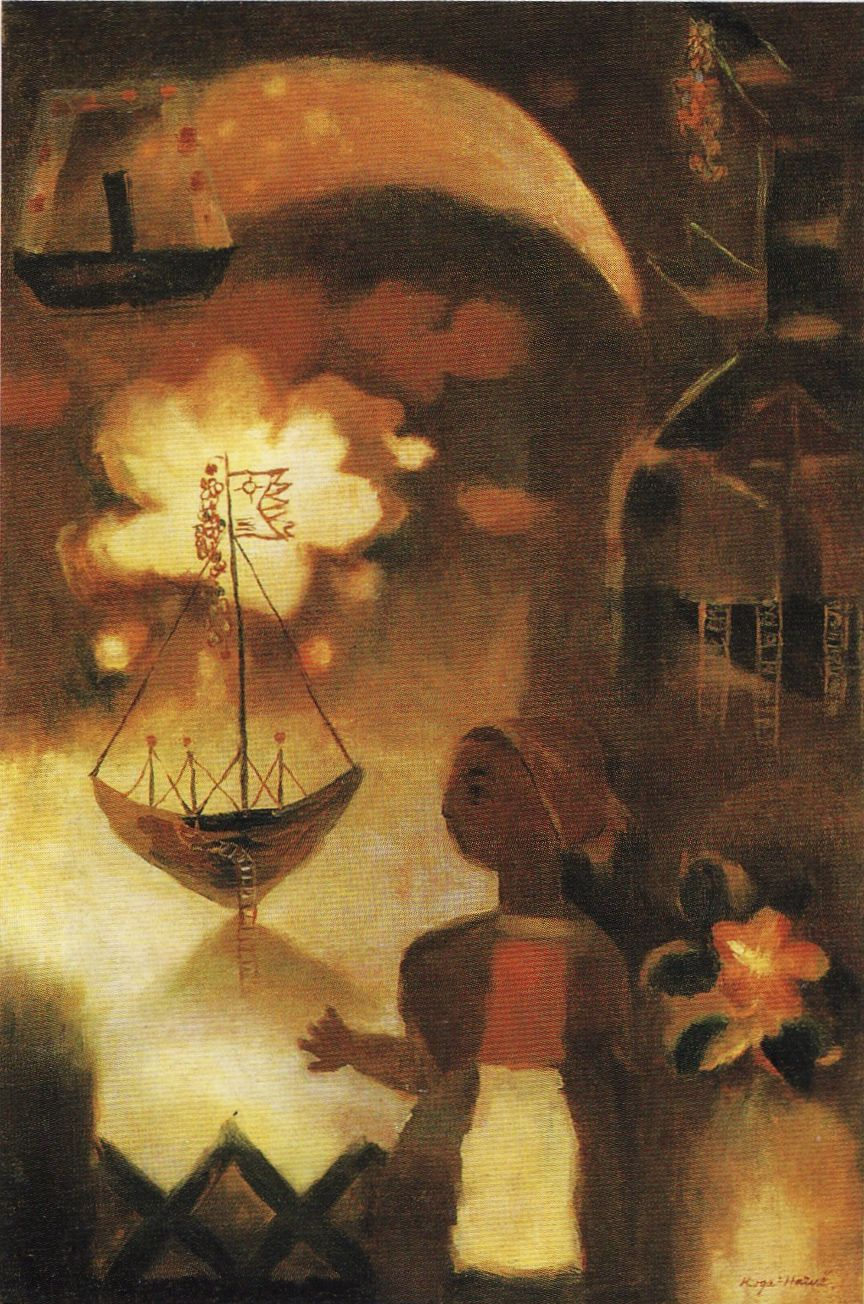
『煙火』（1927年、川端康成記念会蔵）

1926年(大正15年・昭和元年)に入ってからは東京に定住するようになり、
二科会会友に推され、
また、クレー風の絵をかきだすようになった。
翌1927年(昭和2年)の8月に母を亡くし帰郷、9月には東京に戻ったが、
11月になって神経衰弱を患い再び帰郷した。
翌1928年(昭和3年)5月には長崎へ転地し、そこで「生花」などを制作した。
この年、中川紀元の紹介で東郷青児を知り、更に東郷を介して同年暮れか翌1929年(昭和4年)初めに
阿部金剛を知った。
この時期を代表する絵として「煙火」(1927年、油彩・キャンヴァス、90.5×61.0cm、財団法人川端康成記念会蔵)が
あげられる
。
「素朴な月夜」(1929年、油彩・キャンヴァス、117.0×91.0cm、ブリヂストン美術館蔵)もこの時期の作である。
この頃はクレー風の絵を描いていたが、1929年になると画風が変わり、構成的なシュルレアリスムの絵が現れだす。
古賀の代表作の1枚「海」(1929年、油彩・キャンヴァス、129.0×161.0cm、二科会16会展出品、東京国立近代美術館蔵)が
描かれたのはこの年である。
1929年9月の二科展では、児島善三郎、里見勝蔵、小島善太郎、鈴木亜夫とともに鑑査に加わったが、
相当負担になったらしく、この後しばらく寝込んだ。
これ以降古賀は病気がちになった。
古賀は医者に診てもらっているが、古賀の病名に関しては、妻の好江が松田実に宛てた手紙の中で
「病名が余り香しくなかったものですから」と書いていたり、古川智次がエッセイ「古賀家の窮状」の中で同様に
「余り香しくなかった」と書いたのみで明瞭に述べていない。
実際は、古賀のかかっていた病気は梅毒である。
この頃、古賀のアトリエを訪ねた中野嘉一によると、シュルレアリスムの絵の他にも
写実的な風景画も混じっており、時々は写実的な絵も描いていたようだ、
ゴールデン・バットを1日十箱位も嗜むヘヴィー・スモーカーで、煙草をくわえながら絵を描いていた
、既に手の震えが始まっていて、シュルレアリスムの幾何学的な細い線を描く時などは
手が震えてうまくいかず困っていたことがあったという。
同年11月、一九三〇年協会に加入したが、12月には二科会会員に推挙されたので協会を脱退した。

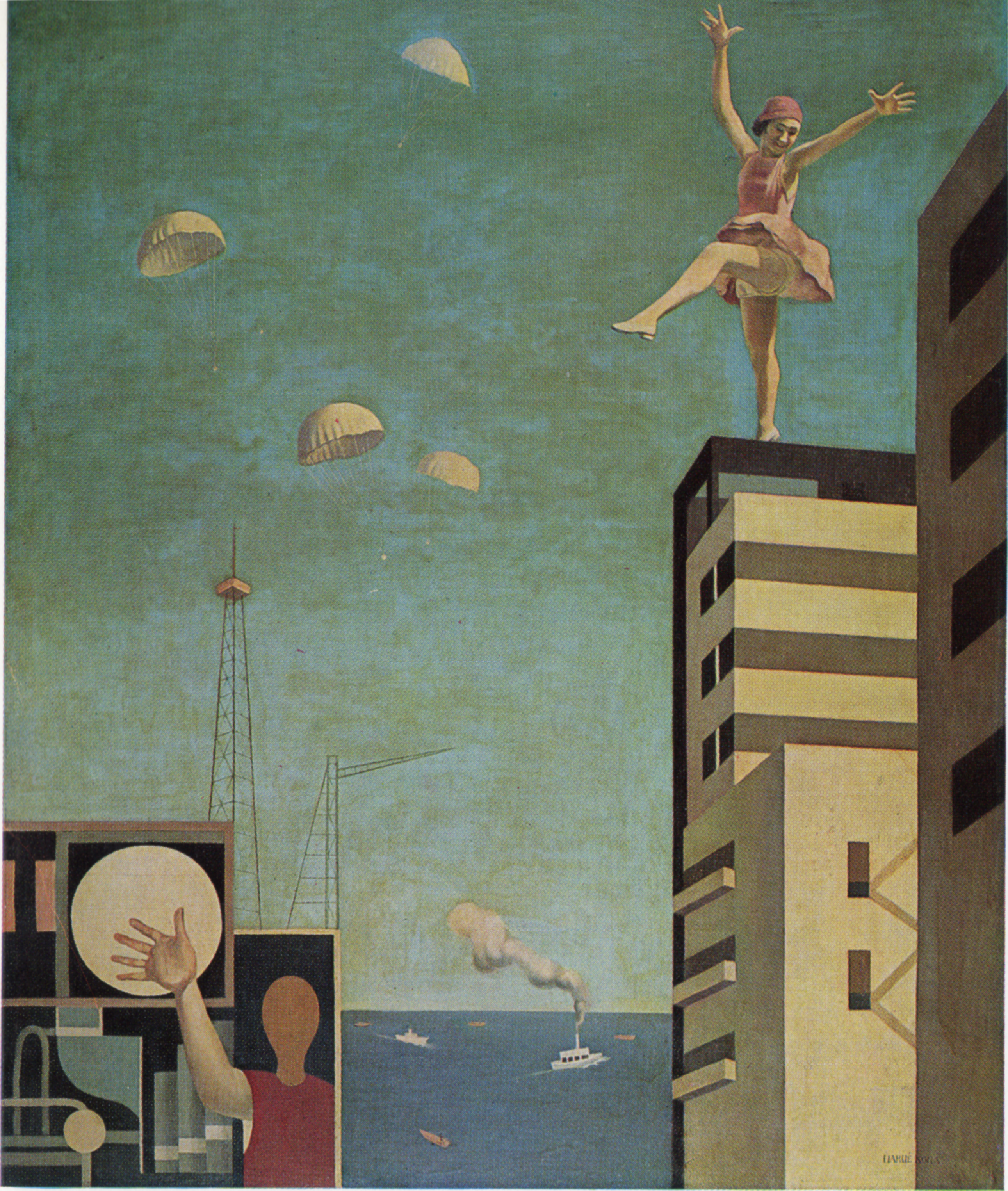
『窓外の化粧』(1930年、神奈川県立近代美術館蔵)

1930年(昭和5年)からは舞台装置の制作や装丁・挿絵の仕事を始めるようになった。
古賀が挿絵・装丁などの仕事を始めたのは、家計の問題からだったとみられる。
この年には「窓外の化粧」(1930年、油彩・キャンヴァス、161.0×129.0cm、神奈川県立近代美術館蔵)他4点が
二科展に出品され、短い画論「超現実主義私感」が「アトリエ」誌1月号に掲載された。
1931年(昭和6年)、日本水彩画会委員(鑑査)になり、川端康成と知り合いになった。
また、生前唯一の画集「古賀春江画集」を第一書房から刊行した。
その他、「コドモノクニ」にイラストを発表した(12月号から翌1932年6月号まで)。
この頃、古賀は動坂に、川端は谷中桜木町にいて、電車通りを隔てて近くに住んでいた。
高田力蔵によると、川端との交遊のきっかけは互いに犬好きだったからで、
古賀にブルドックの世話をした瀬辺玄正という人物を介してかもしれない、という。
1932年(昭和7年)3月になると、強度の神経痛に冒され体が衰え出し、次第に厭人的になり代わって犬や小鳥を熱愛するようになり出した。
高田力蔵が中野嘉一に宛てた私信によれば、「昭和七年春、駿河台の某病院で脊髄液検査の結果、病巣を知った」
とあり、梅毒は1931年(昭和6年)頃から進行が
始まっていたらしい。
この頃古賀は、人嫌いになったことをうかがわせる文章を書いている。
1933年(昭和8年)に入ると古賀の病状はかなり悪化し、
丸善で高価な洋書を大量に注文する、ラクダのシャツを3ダースも買い込む、靴下を何ダースも買うなど
奇矯な行動が目立つようになり、友人にも気付かれるようになった。
4月から二科展出品のために「文化は人間を妨害する」と「深海の情景」「サアカスの景」(絶筆)の制作を開始し、その他、同月には病床を抜け出して、日本水彩画会の仲間とともに群馬桧曾方面へ写生に出かけ、
帰京した後再度写生に出かけるなど熱心で、この時多くの水彩画を描いた。そして、これが最後の写生旅行になった。
5月には阿部金剛、東郷青児、峯岸義一らとアヴァン・ガルド研究会創設の話し合いをするなど絵画関係の活動は活発だったが、義兄が重病との知らせを受けて7月5日に久留米へ帰郷した際、
病状は既に相当ひどい状態だった。
久留米に帰郷した古賀は、毎日のように松田実、昔の友人や坂本繁二郎を訪ねていて、友人たちはその時の古賀の様子に強いショックを受けている。
古賀は軽い躁状態にあったとみられ、松田も坂本も、
古賀の精神状態が異常であることに気付いている。
松田の回想によると、この時の古賀は
という状態だった。また、坂本繁二郎の回想では、
と描かれている。
同月14日に帰京したがその途中で発病、絶筆の「サアカスの景」は病身をおして完成させねばならなかった。
最晩年の古賀の様子については、高田力蔵や川端康成、阿部金剛らがいくつかの文章を残している。
「サアカスの景」は、署名を高田力蔵に入れてもらったことが知られている。理由は、古賀が手の震えにより整ったローマ字を書けなかったためである。
高田力蔵によると、サインの代筆を頼まれた時「無銘でもいいではありませんか」と断ったが、
古賀が「サインがないと絶筆のようで嫌だ」というので仕方なく筆跡をまねて高田が入れた。
以前から妻の好江や友人たちが説得して入院させようとしたが、古賀は病気を自覚していたにもかかわらず受け入れなかった。
最終的に古賀を説得したのは川端康成で、生活に困窮していた古賀の入院費その他の面倒もみた。
8月1日に東京帝国大学島薗内科に入院、
マラリア熱療法を受けた。

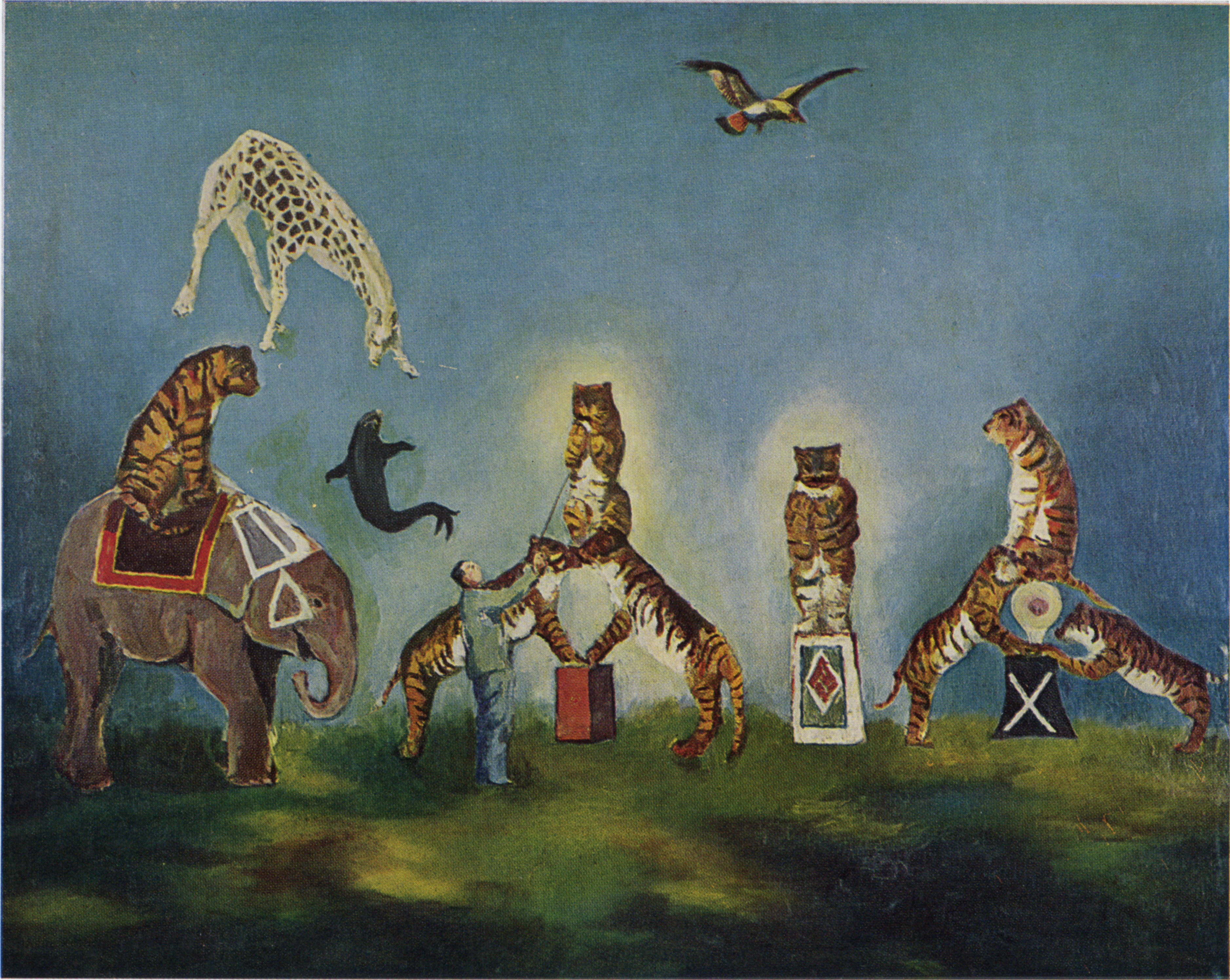
『サアカスの景』(1933年、神奈川県立近代美術館蔵)

入院当初は詩作や作画をしていたが、マラリア療法処置後高熱が下がらず、
八月末には意識朦朧とし危篤状態にあった。
ブドウ糖の注射による栄養補給も困難になってからは、友人の協力による輸血で栄養補給したが
、9月10日に亡くなった。享年39歳。
1944年5月になって善福寺境内に古賀春江の供養塔が作られた。
生地の善福寺境内には石井柏亭の碑銘による墓碑がある。
阿部金剛の述懐によると、善福寺にあった古賀の遺作は、
寺の住職が古賀家とは縁のない人に替わり古賀家と断絶したと同時に散逸してしまったようだ、という。事実、21世紀に入っても所在不明の古賀の絵は少なくない。
安井曽太郎が古賀の死後出版された「古賀春江画集」(春鳥会、1934年)の中で古賀春江について次のように書いている。
その他、東郷青児は、古賀の叙情性を強調する文章を残している。
また、後に「サアカスの景」を評して、
と書き残している。

## 作風
古賀は西洋の多くの美術動向や画家の影響を受け、短期間のうちにその作風を変転させている。若い頃の古賀は竹久夢二の絵にあこがれていて、1919年に松田諦晶宛ての葉書でも竹久夢二を賞賛しており、その影響はかなり長かったと見られる。その後もセザンヌから影響を受けたり、未来派やピカソ、ローランサンにも関心を持っていたことが残されたスケッチブックの模写からうかがえる。特にパウル・クレーからの影響は大きく、1926年から1927年にかけてクレー風の作品が描かれた。その後「海」や「鳥籠」によって再び作風を転換させた。発表当時、「海」はシュルレアリスムの日本絵画への初めての表れだとみなされた。油彩・水彩画の他に、自作の絵に付けた詩も多く残している。

### コラージュによる作画
古賀春江の代表的な作品である「海」は、コラージュ技法による作品であることがわかっている。コラージュ技法自体は、古賀以前の大正期の画家が既に実践しており、それ自体は何ら新しい試みではない。しかし「海」においては、絵画におけるモンタージュではなく、むしろ写真におけるモンタージュ技法に近い点が従来と異なる。
仲田定之助が「写真技術の新傾向―モホリ・ナギーの近著から」(「アサヒカメラ」二巻、1926年10月号)という論文内でモホリ=ナジの「形成写真(Foto-plastick)」(写真によるコラージュ技法)の紹介を行っており、この頃、古賀はコラージュ技法に興味を持っていた。坂宗一(古賀と親交のあった画家)によると、
という。

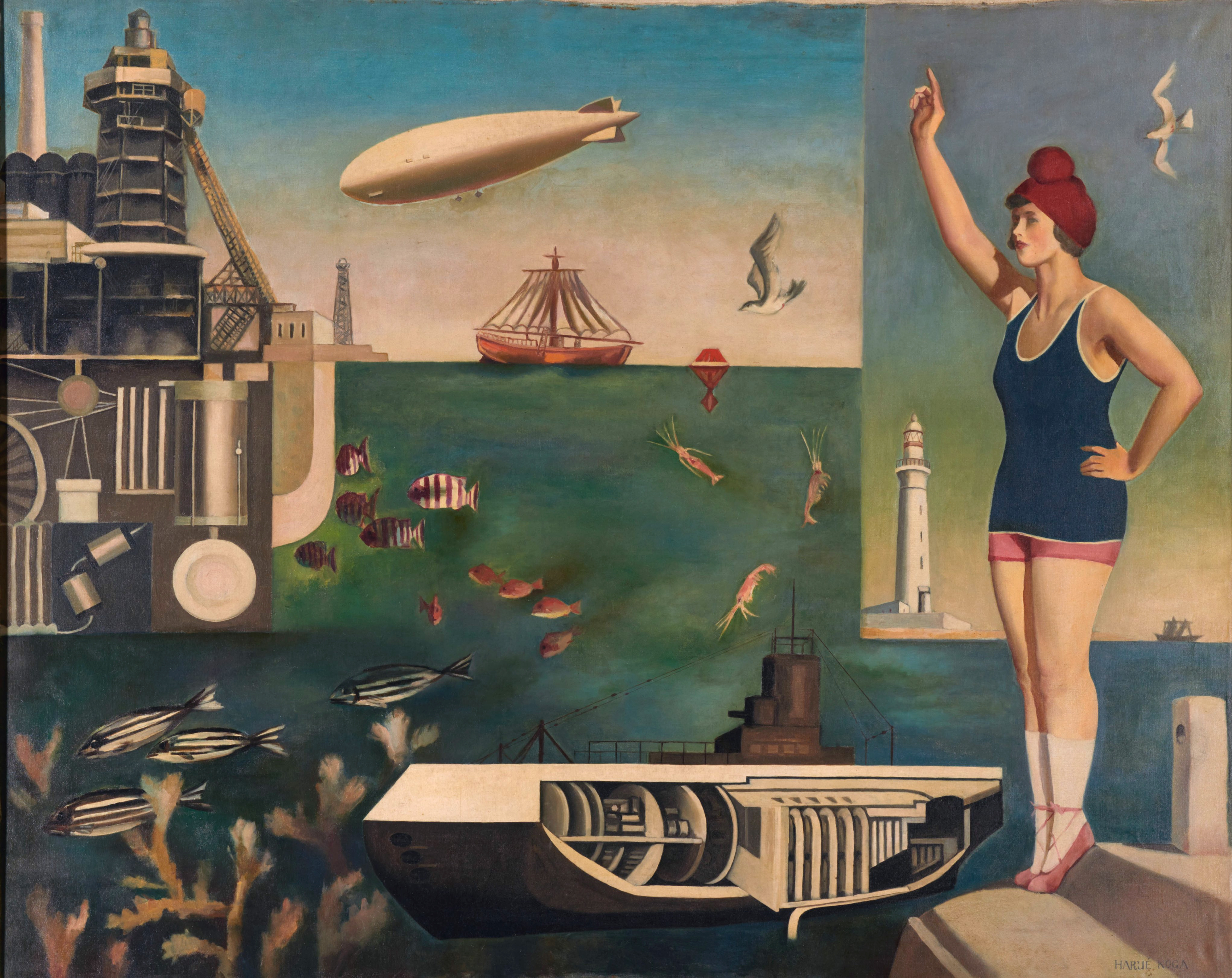
『海』（1929年）東京国立近代美術館蔵

このような、科学雑誌からのコラージュによる作画法は、マックス・エルンストや、その手法を参考にして描いた一時期の福沢一郎と同様の手法である。
以下のように、1929年の「海」以降の多くの作品も「科学画報」「アサヒグラフ」「キング」といった一般雑誌に掲載されていた写真のコラージュによって構成されていたことが明らかにされている。
- 「海」の画面中央からやや左上に見える飛行船は、一般向け科学雑誌「科学画報」1928年12月号p.846の中の一枚の写真を参考にした可能性がある[57]。また、飛行船のすぐ下に見える鉄塔は「科学画報」の同じページの別の写真から[58]、画面下側に見える潜水艦は「科学画報」1928年5月号900頁掲載の挿図[59]から採られた可能性がある。その他、画面右の女性は「原色写真新刊西洋美人スタイル第9集」(青海堂)という絵葉書セットの一枚からとられたことがわかっている[60]。
- 「鳥籠」の画面左、鳥篭に閉じ込められた女性というデザインは、この絵が発表された春に公開された映画「妖花アラウネ」のスチール写真をもとにしているのではないかと指摘されている[61]。また、画面左下の階段は、「科学画報」1928年5月号p.809に掲載された「高架式最新設備の大荷物駅竣工」に描かれた挿図からとられたものとみられる[62]。その他、画面中央下と右上にそれぞれ見られる円盤状の物体は「科学画報」1927年1月号p.36掲載の方解石の顕微鏡写真をもとにしている[63]。
- 「窓外の化粧」の画面右上の高層ビルの上で女性が踊っている部分は、「アサヒグラフ」1925年9月30日号p.6掲載の写真「エッフェル塔上ダンスの一幕」から着想された[64]。この事実は、残っている「窓外の化粧」のためのスケッチ数枚から推定されている[65]。絵の女性のポーズは、大衆娯楽雑誌「キング」1927年4月号の写真「世界写真画報(瑞典の巻其のニ)」から採られた[66]。なお、速水「シュルレアリスム絵画と日本」では写真のダンサーはスウェーデン人であると書かれているが、「古賀春江 創作の原点 作品と資料でさぐる」p.46ではスイス人だと書かれている。
- 「単純な哀話」の画面右下に見える植物は「科学画報」1928年5月号p.860に載っている挿図のコラージュである[67]。
- 「黄色のレンズ」の画面左に見える抽象的なデザインは「科学画報」1928年4月号p.734に載っている挿図からのコラージュ[68]である。
- 「音のない昼の夢」の画面右下に置かれた花は「科学画報」1928年5月号p.861「植物の感覚」の挿図を抽象化して使ったものらしい[69]。
- 「女のまはり」の画面左に見えるボールを上に投げ上げた人物は、「アサヒグラフ」1929年8月14日号の「コドモグラフ」と題した子供向けページに載っていた「まりつき」という題の写真のコラージュである[70]。
- 「春来る」の画面中央のポーズをとった女性は、「アサヒグラフ」1930年5月7日号p.17の「マーガレット・モリス舞踊団の練習」と題された写真からとられたものである[71]。
- 「仮説の定理」の画面左側中央の奇妙な乗り物に乗った人物は「アサヒグラフ」1927年12月14日号p.23の「帆かけ車」の写真を利用したもの[72]、画面中央右上の犬は「アサヒグラフ」1930年11月12日号p.18.の「たかとび」と題した写真の中の犬を利用したものである[72]。
- 「朧ろなる時代の直線」の画面右上の描かれた飛行機とモーターボートは、「アサヒグラフ」1930年6月4日号p.11の「モーター・ボートからの離陸」の写真を利用したものである[73]。
- 「現実線を切る主智的表情」画面左の射撃手は「アサヒグラフ」1926年2月24日号pp.8-9の「湖上佳人の射撃練習」を利用したものと推測されている[74]。また、スケッチ段階で射撃手が持っていたのはライフル銃であったのに対し、最終的な絵ではライオット・ガンに変更されている[75]。このライオット・ガンは、「アサヒグラフ」1928年2月22日号p.11の写真「新型自動ライフル銃」を用いたものとみられる[76]。画面右の馬と柵は「アサヒグラフ」1926年6月2日号p.14の「かろがろと飛び越えて」の馬を利用したものである[77]。馬に乗っているロボットは、当時の日本で1931年を頂点としてロボット・ブームがあり[78]、その影響によるものとみられる。
- 最晩年の作「深海の情景」の画面中央下の白い動物は、「アサヒグラフ」1931年4月15日号掲載の写真「最先端をゆく舞踏の」の中のポーズをそのまま利用している[79]。
- 「サアカスの景」は、ハーゲンベック曲馬団をイメージして描かれた絶筆だが、松田諦晶の残した資料の中に「独逸ハーゲンベック動物園・世界最大の猛獣大サーカス図実景」の絵葉書10枚が含まれていて[80]、うち6枚に絵の具がついている[80]ことから、これらの葉書の絵を利用したと見られる。

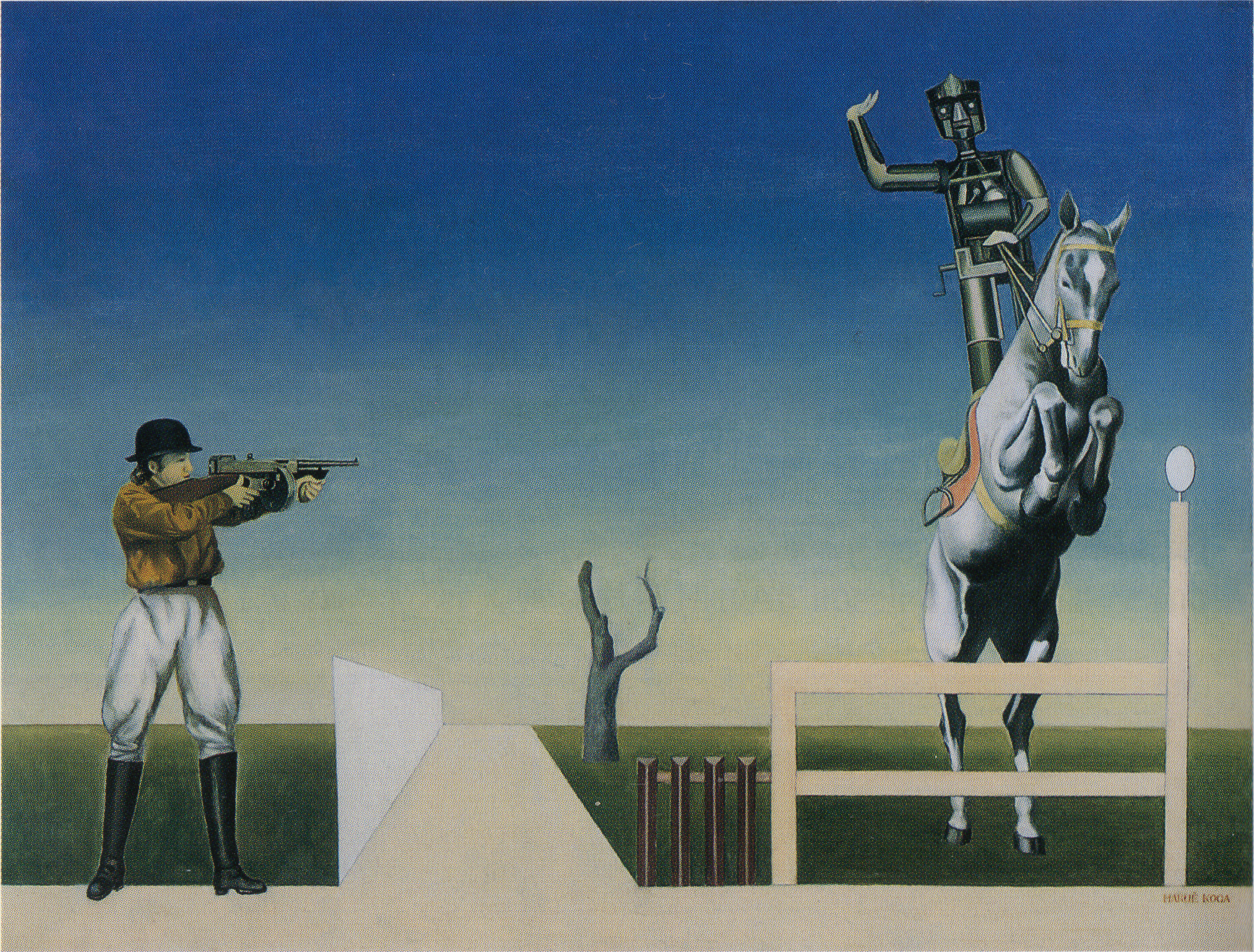
『現実線を切る主智的表情』(1931年、西日本新聞社蔵)

### 精神障害者の絵
ヨーロッパのシュルレアリストの一部が精神障害者の描いた絵に興味を持ったのと同じく古賀もそれらに興味を持った。例えば、1930年の二科展に出品された「涯しなき逃避」は、アウグスト・ネターの「驚異の牧人」がヒントになって生まれた。「涯しなき逃避」に描かれている人物のポーズは「驚異の牧人」と全く同じである。

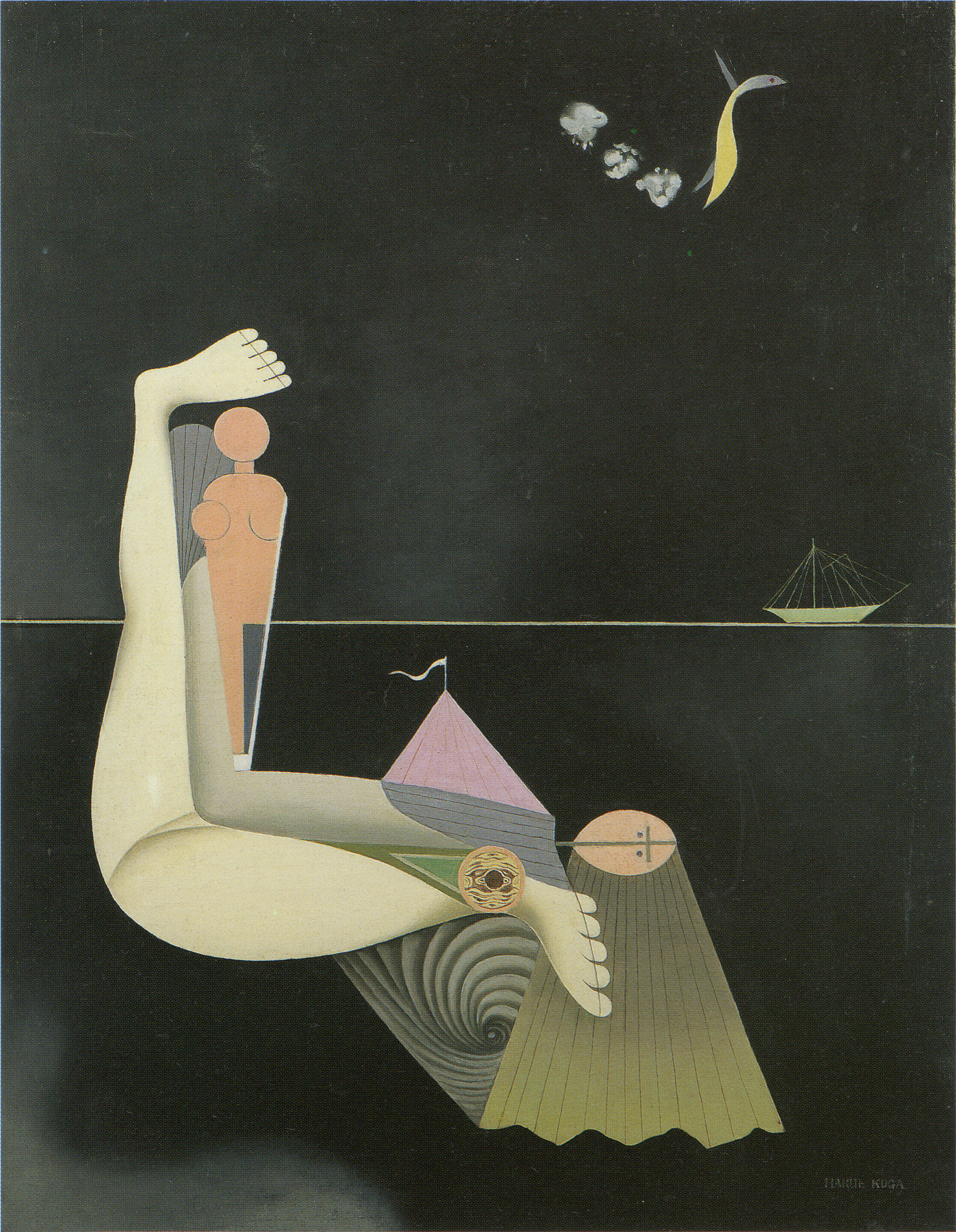
『涯しなき逃避』(1930年、ブリヂストン美術館蔵)

この「驚異の牧人」は、ドイツの医師ハンス・プリンツホルンの「精神病者の造型」という本の中に収録された図の1枚で、古賀はこの本に収録された他の図版を何点も模写している。また、この「精神病者の造型」はヨーロッパのシュルレアリストにも影響を与えていたと考える研究者が複数いる。ブルトン、エルンストなどのヨーロッパのシュルレアリストも精神障害者の絵に興味を持ちそれらをヒントにして創作したが、古賀が精神障害者の絵に興味を持ったのは彼らの著作物に影響されたのか独自のものなのかははっきりとはわからない。

### 古賀春江の「超現実主義」
シュルレアリスム移行後の古賀の絵にはしばしば近代的な建築物やロボット、機械が描きこまれており、残されているデッサンにもしばしば登場する。また、画面は構成的であり、ヨーロッパのシュルレアリスムが科学や合理主義への懐疑・反発・否定を出発点としたのとは矛盾する態度を示した。その他、1930年1月に発表した「超現実主義私観」に見られる古賀の超現実主義の理解は、ヨーロッパのシュルレアリスムとはまったく
異なったものだった。この小論の中で古賀は以下のように書き、夢や無意識の世界を描くことを否定的に見ている。
そして、画面の構成を強調し、超現実主義とは主智主義である、と主張している。
事物の純粋性が強調され、そのためには、描かれた対象から現実感を消し、更には、絵から感じられる作者の感情も消し去る必要があると主張する。

## 主な作品
- 農夫の嘆き
- 川沿の家(制作年不詳、鉛筆・水彩・紙、34.1×51.4×0.0cm、57.7×75.5cm、愛知県美術館蔵)
- 川沿の家(裏面)(制作年不詳、水彩・鉛筆・紙、34.1×51.4cm、愛知県美術館蔵)
- 戦死公報(大正末期)
- 夢二風のエハガキ(1915、水彩)
- 梧桐(1917、水彩、太平洋画会展出品)
- 桧(1917、水彩、水彩展出品)
- 芍薬(1918、水彩、水彩画展出品)
- 鉢(1919、光風会展出品)
- 地蔵尊(1919、水彩、水彩画展出品、石橋財団蔵)
- 鳥小屋(1919、二科展出品・初入選)
- 無題(1921年頃、油彩、72.5cm×72.5cm、石橋財団蔵)
- 埋葬(1922、油彩、水彩が各1点ずつ、油彩画は二科展出品・総本山知恩院蔵・京都国立近代美術館寄託、水彩画は福岡県立美術館蔵)
- 二階より(1922、二科展出品、2001年現在個人蔵)
- 物乞い(1922年頃、油彩・カンヴァス、71.0×90.0cm、茨城県立近代美術館蔵)
- 収穫(1923、第1回アクション展出品)
- 曲彔につく(1923、第1回アクション展出品、2001年現在個人蔵)
- 涅槃(1923、油彩、二科展出品、2001年現在所在不明)
- 海女(1923、油彩、二科展出品、石橋財団蔵)
- 海水浴の女(1923、油彩、89.7cm×115.1cm、石橋財団蔵)
- 静物(1923)
- 公園の松(1923、水彩)
- 風景(1923、水彩、同名で4枚制作、うち1枚はひろしま美術館蔵)
- 梅(1924、水彩、水彩展出品)
- 編物をする女(1924、水彩、水彩展出品)
- グループ(1924、アクション展出品、2001年現在所在不明)
- 魚市場(1924、油彩、中央美術展出品、中展賞受賞作、2001年現在所在不明)
- 窓際の女(1924、油彩、二科展出品)
- 誕生(1924、油彩、91.0cm×116.8cm、石橋財団蔵)
- 生誕(1924、油彩、福岡市美術館蔵)
- 中洲風景(1924、油彩)
- 卓上静物(1924年頃、油彩・カンヴァス、72.7×60.6cm、茨城県立近代美術館蔵)
- 肩掛けの女(1925、二科展出品)
- 静物(1925年頃、水彩、石橋財団蔵)
- 美しき博覧会(1926、水彩、二科展出品、石橋財団蔵)
- 蝦夷菊(1926、二科展出品)
- 月花(1926、油彩、東京国立近代美術館蔵)
- 遊園地(1926、水彩、ブリヂストン美術館蔵)
- 花(1926、水彩、日本水彩画会展出品)
- 風景(1926、水彩、日本水彩画会展出品)
- 無題(1926、水彩、日本水彩画会展出品)
- 風景A(1926、中央美術展出品)
- 風景B(1926、中央美術展出品)
- 花と果実(1926、油彩、聖徳太子奉賛美術展出品)
- 海辺風景(1926、油彩、聖徳太子奉賛美術展出品)
- 花(1926、油彩、聖徳太子奉賛美術展出品)
- 肖像(1926、油彩、聖徳太子奉賛美術展出品、描かれている女性は妻の好江だと言われている。)
- 赤い風景(1926年、水彩)
- 船着場(1926、水彩、二科展出品)
- 煙火(1927、油彩・キャンヴァス、90.5×61.0cm、公益財団法人川端康成記念会蔵)
- 煙火(1927、油彩・キャンヴァス、90.9x60.6cm、三重県立美術館蔵)
- 窓(1927、油彩、福岡県立美術館蔵)
- 牛を焚く(1927、水彩)
- 静物(1927、水彩、日本水彩画会展出品)
- 裸婦(1927、油彩、来目会展出品)
- 動物(1927、油彩、二科展出品)
- 窓(1927、油彩、二科展出品)
- 雪景(1927、油彩、来目会展出品)
- 林檎(1927、油彩、来目会展出品)
- 花(1927、油彩、来目会展出品)
- 渓の残雪(1927、油彩、来目会展出品)
- 三国峠遠望(1927、油彩、来目会展出品)
- 夏山(1927、油彩・カンヴァス、90.9×116.7cm、108.2×134.0cm、愛知県美術館蔵)
- 生花(1928、二科展出品)
- 蝸牛のある風景(1928)
- ダリア(1928、油彩、来目会展出品)
- 読書(1928、油彩、来目会展出品)
- 汽車の通る風景(1928、水彩、来目会展出品)
- 山ノ手風景(1928、油彩、二科展出品)
- 蝸牛のゐる田舎(1928、油彩、二科展出品)
- バラ(1928、油彩、来目会展出品)
- コスモス(1928、油彩、来目会展出品)
- 樹下三人(1929、油彩、中央美術展出品)
- 無題(1929、油彩、中央美術展出品)
- バラ(1929、油彩、来目会展出品)
- 題のない画(1929年、油彩・キャンバス、下関市立美術館蔵、二科展出品)
- 漁夫(1929、油彩、二科展出品、福岡県立美術館蔵)
- 海(1929、油彩、二科展出品、東京国立近代美術館蔵)
- 素朴な月夜(1929、油彩、二科展出品、石橋財団蔵)
- 鳥籠(1929、油彩、二科展出品、石橋財団蔵)
- 優美なる遠景(1929、水彩・鉛筆・紙、東京国立近代美術館蔵)
- 彎曲せる眼鏡(1929、水彩)
- 窓外の化粧(1930、油彩、神奈川県立近代美術館蔵)
- 単純な哀話(1930、油彩、116.7cm×91.4cm、石橋財団蔵)
- 黄色のレンズ(二科展出品)
- 朗らかな春(1930年、水彩)
- 涯しなき逃避(1930、油彩、二科展出品、ブリヂストン美術館蔵)
- 女のまはり(1930、二科展出品、2009年現在所在不明)
- 厳しき伝統(1931、油彩、アンデパンダン展出品、石橋財団蔵)
- 感傷の静脈(1931、油彩、116.9cm×91.4cm、石橋財団蔵)
- 朧ろなる時代の直線(1931、油彩、二科展出品、2009年現在所在不明)
- 現実線を切る主知的表情(1931、油彩、二科展出品、西日本新聞社蔵)
- 感傷の生理に就いて(1931、油彩、二科展出品、所在不明)
- 春来る(1931、水彩、「東京パック」1931年3月号裏表紙原稿、東京国立近代美術館蔵)
- 仮説の定理(1931、油彩、二科展出品、2009年現在所在不明)
- 麗しき伝統(1931、油彩、石橋財団蔵)
- ロボットも微笑む(1931、「東京パック」裏表紙のための素描、石橋財団蔵)
- 金魚(1931、油彩、津田清楓洋画塾展出品)
- 音楽(1931、油彩、古賀政男の「酒は涙か溜息か」をイメージして絵にしたもの[89]。古賀政男にプレゼントされた[89]、古賀政男音楽博物館蔵)
- 失題(1932、油彩、津田清楓洋画塾展出品)
- 花野原(1932、水彩、日本水彩画会展出品)
- 孔雀(1932、油彩、二科展出品)
- 少女(1932、油彩)
- 白い貝殻(1932、油彩、二科展出品、ポーラ美術館蔵)
- 音のない昼の夢(1932、油彩、二科展出品)
- 鳩の唄(1933、水彩)
- 抽象(1933、水彩)
- 文化は人間を妨害する(1933、油彩、二科展出品、所在不明)
- 深海の情景(1933、油彩、二科展出品、大原美術館蔵)
- サアカスの景(1933、油彩、二科展出品、神奈川県立近代美術館蔵)

## 主な文献
- 速水豊著「シュルレアリスム絵画と日本 イメージの受容と創造」日本放送出版協会、2009年、ISBN 978-4-14-091135-8.
- 「古賀春江・前衛画家の歩み展」石橋美術館・ブリヂストン美術館、1986年
- 「日本のシュールレアリスム　1925〜1945」名古屋市美術館、1990年
- 「古賀春江・創作のプロセス」東京国立近代美術館、1991年
- 「古賀春江 創作の原点 作品と資料でさぐる」石橋財団ブリヂストン美術館・石橋美術館、2001年
- 「新しい神話がはじまる　古賀春江の全貌」神奈川県立近代美術館葉山、2010年
- Wu, Chinghsin (2019). Parallel Modernism: Koga Harue and Avant-Garde Art in Modern Japan. Berkeley, California: University of California Press. ISBN 978-0520299825

## 注
1. ↑  同タイトル、同じ構図の水彩画と油彩画が存在する。
2. ↑  1927年制作の同名油彩(三重県立美術館蔵)が別に存在する。
3. ↑  「煙火」が川端康成の所有になった経緯は、川端のエッセイ「續月下の門」に書かれている。
川端が動坂の古賀の家に遊びに行ったときに、絵をあげるよというので、「蝸牛のいる風景」「動物」「黄色いレンズ」
などの中から気に入った一枚として「煙火」(「續月下の門」の中では「花火」と書かれている)をもらっていった
[24]。
4. ↑  講談社版日本近代絵画全集9、p.71では1930年(昭和5年)頃から、と書かれている。
5. ↑  講談社版日本近代絵画全集9「萬鉄五郎・小出楢重・古賀春江」(講談社、1963年)の年譜では、1930年(昭和5年)に二科の会友に推された、と書かれている。
6. ↑  講談社版日本近代絵画全集9「萬鉄五郎・小出楢重・古賀春江」では「超現実派私観」と書かれている。
7. ↑  ほぼ同じ内容を繰り返しているだけだが、最晩年の古賀についていくつもの文章(「末期の眼」「作家との旅」「續月下の門」「死の前後」などのエッセイ、角川版日本近代絵画全集などに寄稿した小文)を書いている。
8. ↑  「詩の家」昭和28年11月号特集「古賀春江」に寄せた小文
9. ↑  講談社版日本近代絵画全集9「萬鉄五郎・小出楢重・古賀春江」講談社、1963年、p.71では慶大病院と書かれている。
10. ↑  模写したデッサンは石橋財団が所蔵している。